# Côte de Sabrina
La côte de Sabrina (Sabrina Coast) est la partie de côte de la Terre de Wilkes en Antarctique entre le cap Waldron à 115°33'E et cap Southard à 122°05'E. 
On a longtemps admis que John Balleny avait vu cette côte en mars 1839 à environ 117°E. L’expédition Wilkes a ensuite abordé cette côte en février 1840 et a décrit sa configuration.